# Bostrychopsebium usurpator
Bostrychopsebium usurpator là một loài bọ cánh cứng trong họ Cerambycidae.